# 未爆炸弹药

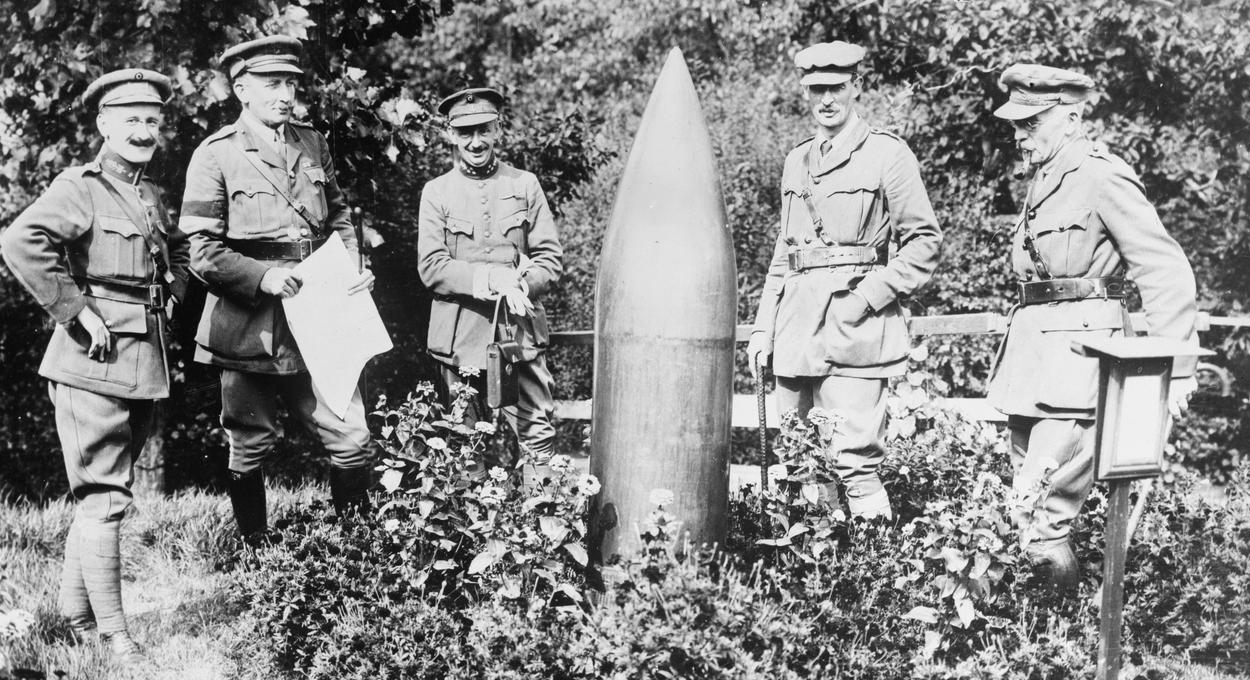
一战时期，佛兰德，英国和比利时军官站在未爆炸的德国炮弹前。

未爆炸弹药，又稱哑炮，是指在武装冲突结束后仍遗留在某一地区的各种 ( 未爆炸或被弃置的) 爆炸性弹药。其中包括炮弹、手榴弹、地雷、迫击炮弹、火箭弹、导弹以及其他弹药。这类武器可能在被布设或遗弃数十年后爆炸，存在致命且不稳定的危险。 

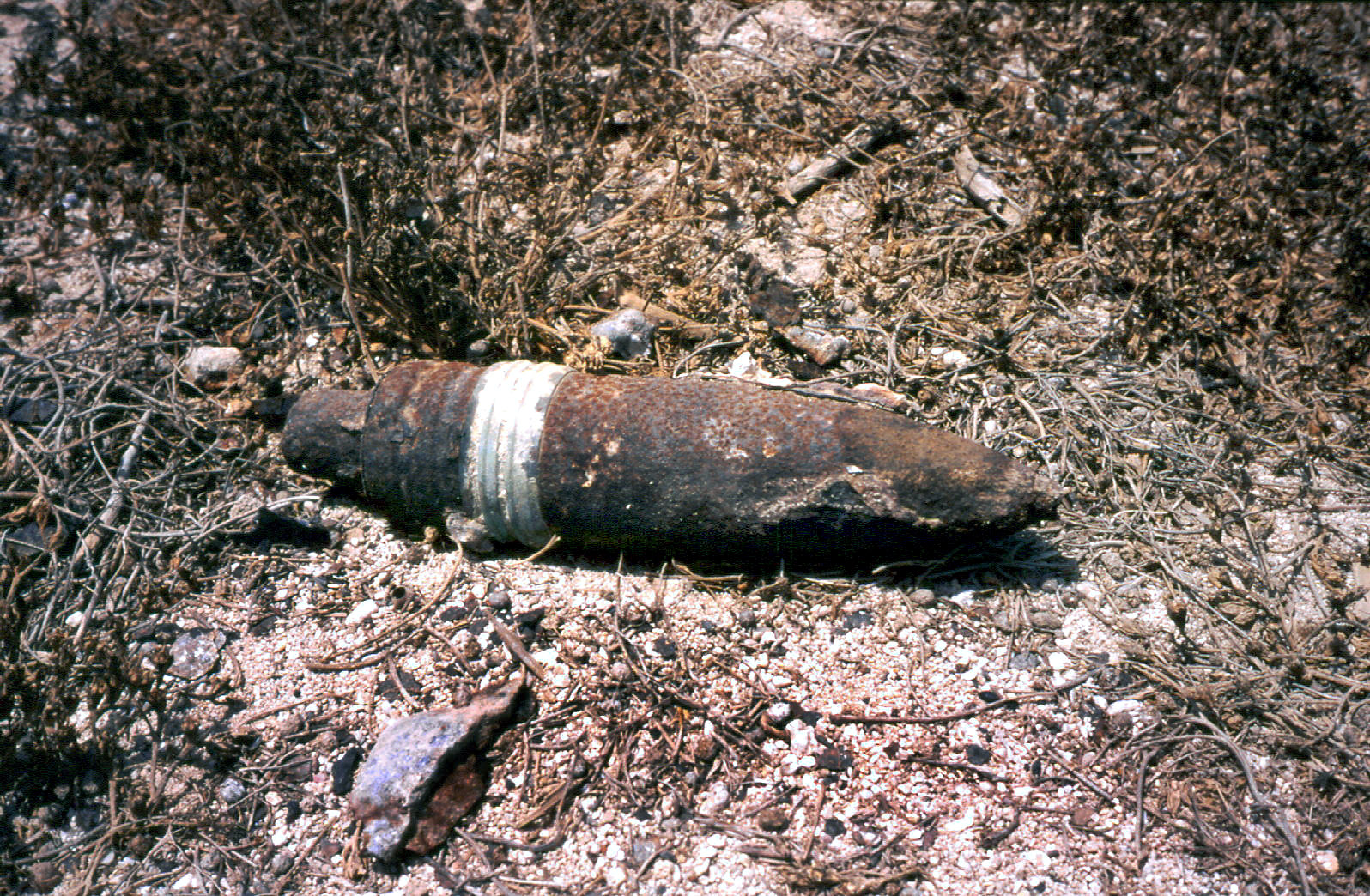
1991年海湾战争遗留下的已严重腐蚀的炮弹。

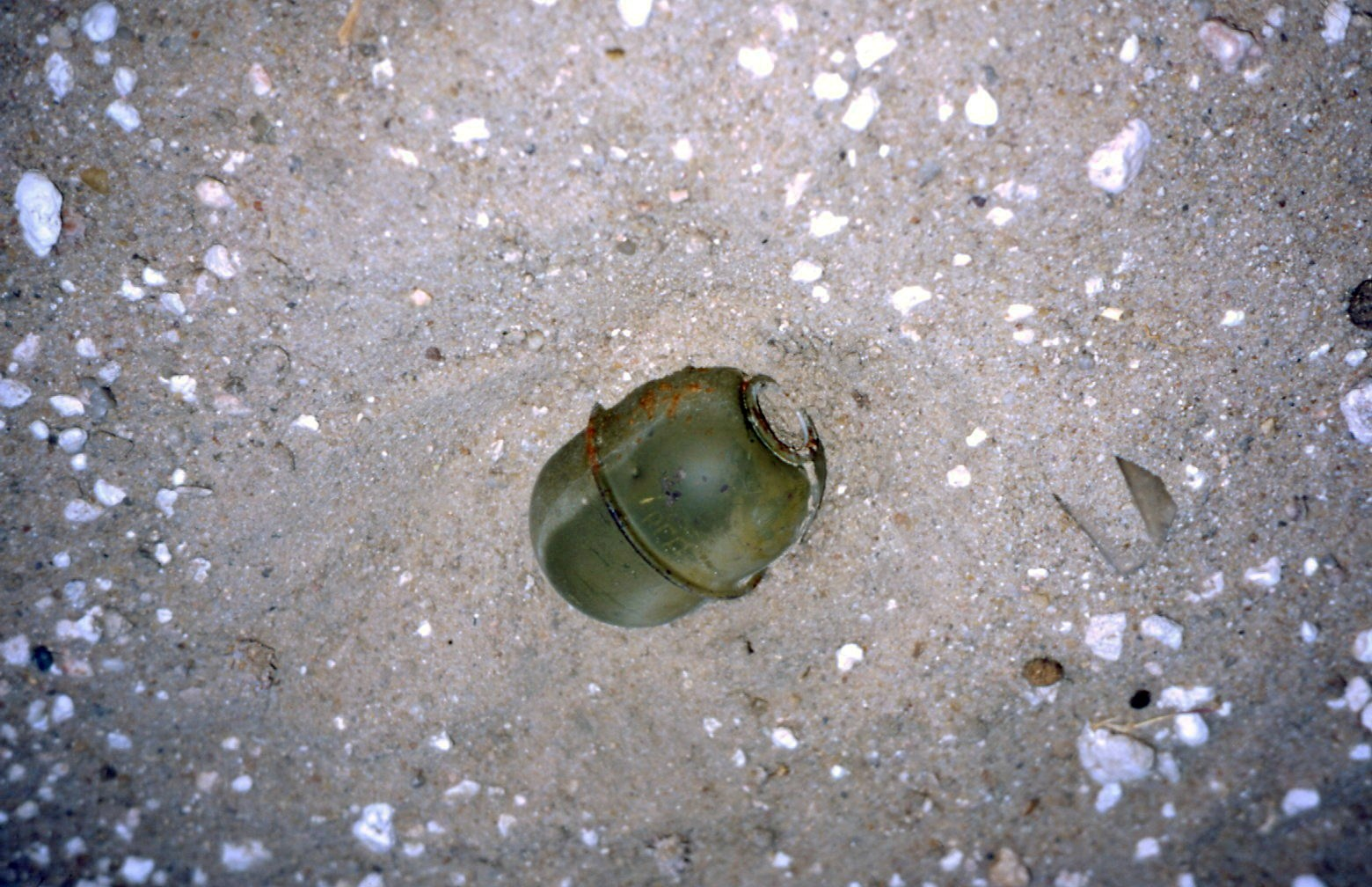
1991年被遗弃的RGD-5手榴弹，可用但无引信， 北科威特。

## 世界范围内
| 领土内遗留地雷最多的前十位国家 （單位：百萬顆） | 领土内遗留地雷最多的前十位国家 （單位：百萬顆） | 领土内遗留地雷最多的前十位国家 （單位：百萬顆） | 领土内遗留地雷最多的前十位国家 （單位：百萬顆） | 领土内遗留地雷最多的前十位国家 （單位：百萬顆） | 领土内遗留地雷最多的前十位国家 （單位：百萬顆） |
| 排名                                            | 国家                                            | 地雷数                                          | 排名                                            | 国家                                            | 地雷数                                          |
| ----------------------------------------------- | ----------------------------------------------- | ----------------------------------------------- | ----------------------------------------------- | ----------------------------------------------- | ----------------------------------------------- |
| 1                                               | 埃及                                            | 23                                              | 6                                               | 伊拉克                                          | 10                                              |
| 2                                               | 伊朗                                            | 16                                              | 7                                               | 柬埔寨                                          | 7                                               |
| 3                                               | 阿富汗                                          | 10                                              | 8                                               |                                                 | 6                                               |
| 4                                               | 安哥拉                                          | 10                                              | 9                                               | 科威特                                          | 5                                               |
| 5                                               | 中华人民共和国                                  | 10                                              | 10                                              | 越南                                            | 3.5                                             |
| 世界总量 = 1亿1千万                             |                                                 |                                                 |                                                 |                                                 |                                                 |

最早可追溯到美国内战时期 的未爆炸弹药在当前或过去的作战地区或武装交火地区的存在在世界范围内仍是巨大隐患。 未爆炸弹药的一个主要问题是，随着时间流逝，弹药的爆炸和启动装置逐渐腐化，从而导致其更容易被触发，并且在处理时可能存在更大的危险性。无数案例显示，平民可能在无意中触碰已经存在很多年的未爆炸弹药，并造成致命伤害。 他们相信该类武器是无害的，但事实上它却是致命且不稳定的爆炸物，一旦被触动就会爆发并对平民造成严重的甚至是致命性的伤害。因此，应当形成全球共识的是，未受过专业训练的人不应该接触或处置未爆炸弹药。此外，在发现未爆炸弹药后，应当告知当地警局未爆炸弹药的具体位置，由爆炸物处理专员对其进行拆除或确保其安全。
即使爆炸物处理专员拥有专业的知识、技术和装备，由于未爆炸炮弹的内在危险，他们仍然很容易遭受不幸。2010年六月，德国哥廷根建筑工人在7米的地下发现了二战时期被掩埋的盟军炮弹，炮弹重达500公斤。 德国爆炸物处理专员接到通知后接管了这一地区并通知附近居民进行了疏散。正在爆炸物处理专员准备拆除炸弹时，炮弹突然爆炸，3名爆炸物处理专员遇难，另有6人重伤。据了解，遇难和受伤的爆炸物处理专员已有超过20年排爆经验，并成功排除了600到700个未爆炸弹药的潜在危险。 此次爆炸的未爆炸弹药被列入极高危险性一类，由于它安装了延迟爆炸的化学引信，并内置反排装置，在被埋地下超过65年后其状态已变得极为不稳定。 同样，2013年1月，二战时期空投的一颗炸弹在奥伊斯基一建筑物内爆炸，导致一名挖掘机操作员死亡，8人受伤，并造成大面积财产损失。 2013年11月，4名美国海军亦在清除彭德尔顿营一个靶场的未爆炸弹药时遇难。
A在英格兰肯特岸边沉没的理查德•蒙特马里号是未爆炸弹药威胁的一个例子，船上遗留着3000吨未爆炸弹药。而一个与其类似的二战沉船波兰凯尔采号在1967年发生爆炸，其爆炸规模相当于里氏4.5级地震。

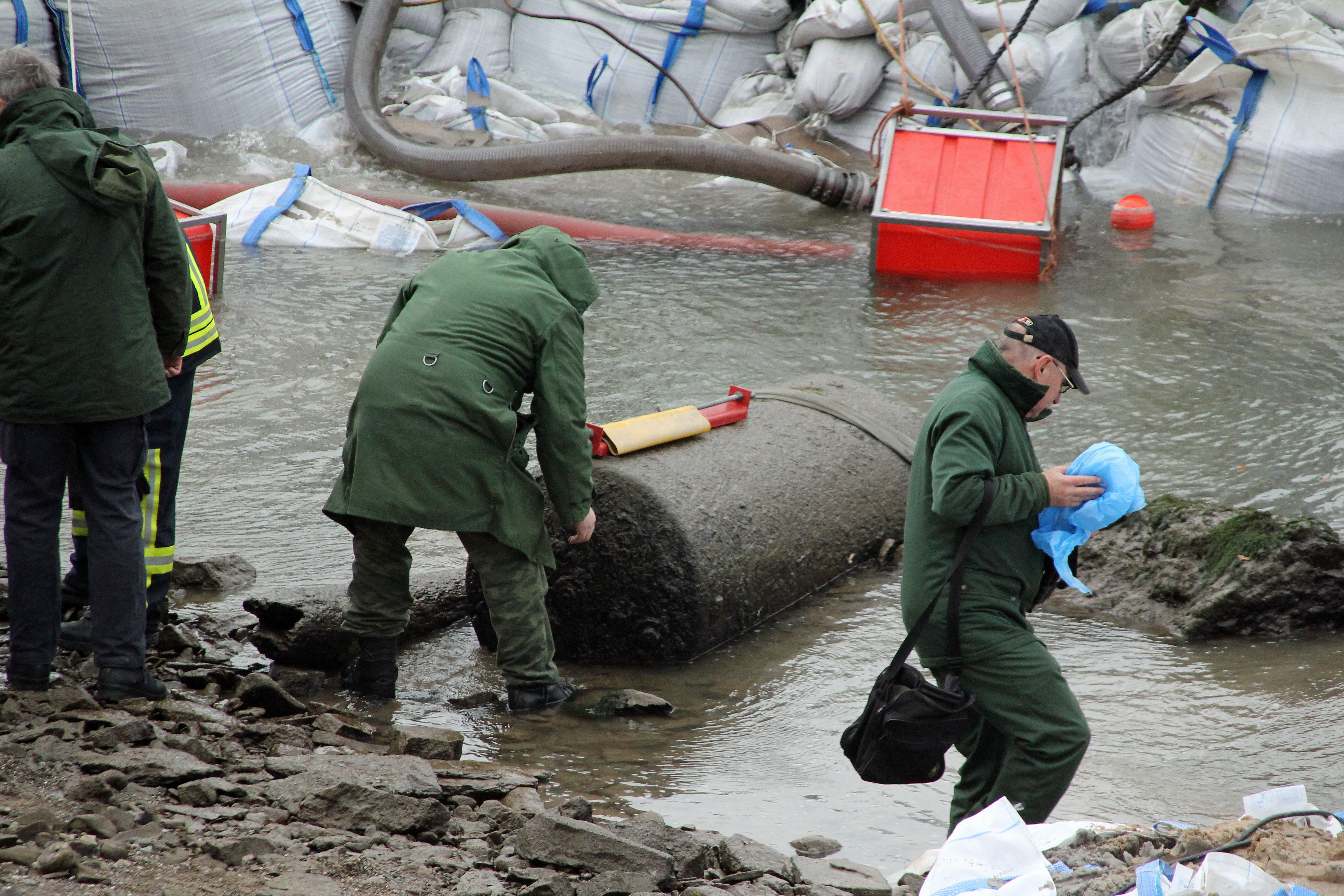
拆除二战期间英国皇家空军投放的一个4000磅的重磅炸弹。2011年12月4日于靠近科布伦茨的莱茵河中发现。一个条形引爆装置已被放置在炸弹外壳上。

### 法国和比利时
在2001年的未爆炸弹药清除中，大批法国阿登地区的居民被疏散。法国政府排雷部门的排雷专员仍在凡尔登森林中排查毒气、化学武器和/或爆炸性弹药，并每年都能发现大约900吨。最具危险性的是带有化学战剂——如芥子气——的锈蚀炮弹。法国和佛兰芒农民在播种时仍会发现很多未爆炸弹药，他们将其称为“铁制的丰收”。
在比利时，DOVO清弹队每年要清除150到200吨左右的未爆炸弹药，自1919年成立以来，该队已有超过20名成员在执行任务时不幸遇难。

### 德国
在德国，每年仍有数千枚二战时期的未爆炸弹药被发现。每天发现的平均数量是15枚，其中多数为空投炸弹。柏林内发现的未爆炸弹药数量尤其多，同时每年还会发现柏林战役时遗留的炮弹和小型弹药。大多数未爆炸弹药的发现都只是当地新闻，但2012年8月28日，慕尼黑发现一枚重达500磅的美军重型空投炮弹，考虑到运输的危险性，专家决定在原地引爆炮弹。虽然已经尽可能把损失降到最小，整个施瓦宾地区的许多窗户都被爆炸带来的冲击击碎，数家房屋受到严重损坏。
2011年，由于严重干旱造成的水位下降，一枚二战时期英国皇家空军投放的1.8吨炮弹在科布伦茨的莱茵河底被发现。4万5千名居民被疏散，其被称为“战后德国最大规模的因拆弹而进行的疏散”。 1958年在索佩壩发现的未爆炸彈跳炸彈是迄今为止发现的最大型的炮弹之一。

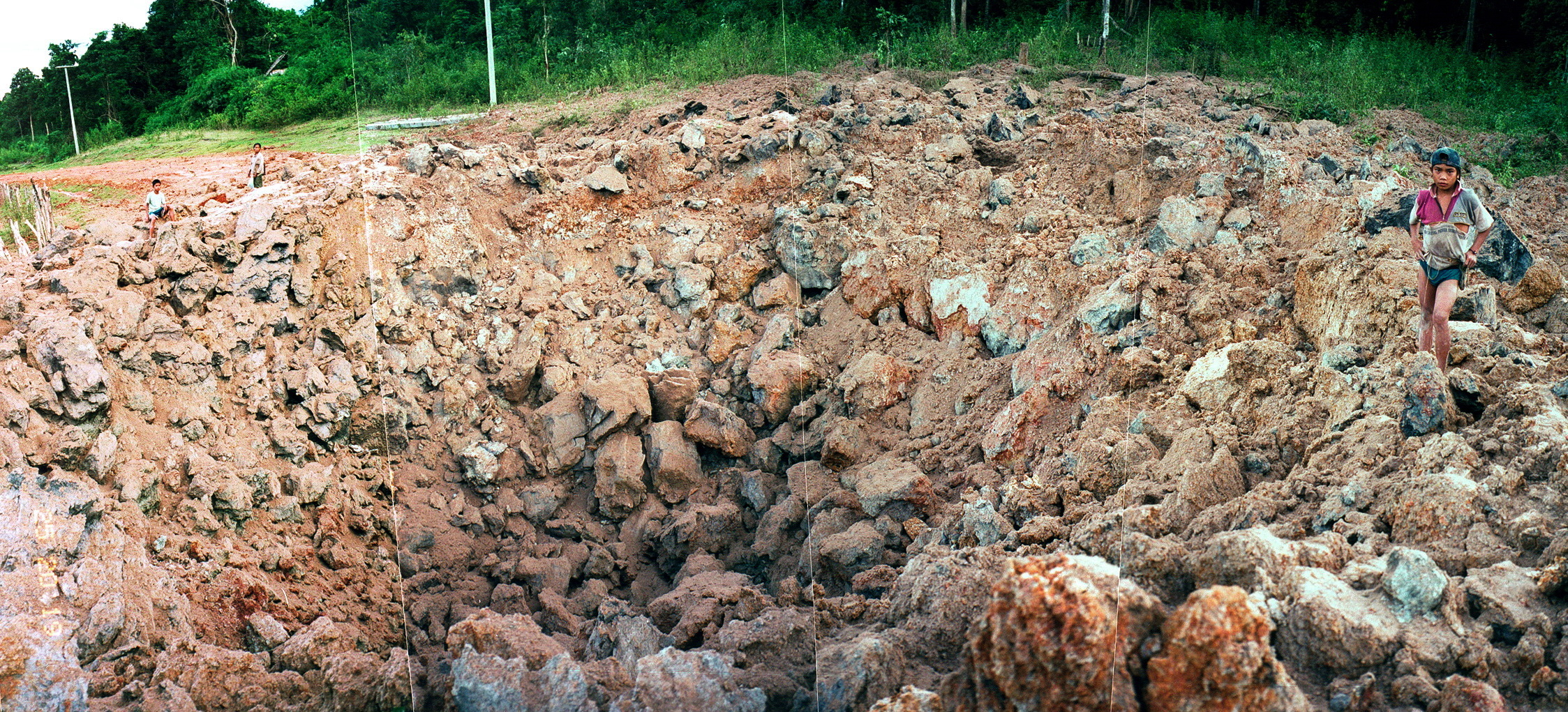
老挝南部，美国空军拆弹部队引爆大约1000磅弹药后留下的弹坑。

### 日本
整个日本仍有成千上万吨未爆炸弹药被掩埋，尤其是冲绳，二战末期超过20万吨炮弹在此投放。从1945年到1972年美军结束占领，日本自卫队和美国军队拆除了5500吨未爆炸弹药。1972年后，日本自卫队在冲绳拆除了近3万吨未爆炸弹药，据估计拆除整个冲绳岛上的遗留炮弹需要花近一个世纪时间。值得庆幸的是，目前为止还没有关于拆弹所造成的伤亡情况发生。东京以及其他主要城市，如神户、横滨、福岡，在二战期间亦多次遭受大规模空袭，遗留下无数未爆炸弹药。英帝国陆军和海军投放的炮弹仍有待被发现。
2012年10月29日，仙台机场在進行311地震后重修跑道时，发现一枚250公斤的未爆炸弹药，该炮弹的爆炸装置仍然可用，导致机场立即关闭，所有航班被取消。在炮弹得到安全放置后，仙台机场在第二天重新开启，但在炮弹转移和拆除期间，机场在11月14日再次关闭。
2013年三月，一枚长40厘米的未爆炸帝国陆军防空弹在东京北区一建筑工地被发现，该建筑工地靠近新干线及京滨东北线的上中里站。炮弹被日本自卫队拆弹小组原地拆除，导致150班火车晚点三小时，对9万名旅客的出行造成影响。7月，一枚1000公斤重空投未爆炸美国炮弹在靠近赤羽站的地方被发现，自卫队拆弹小组11月对其进行原地拆除，疏散了附近3000户居民，并导致数班火车晚点1小时。
2014年4月13日，日本自卫队拆弹小组对在福岡縣久留米市建筑工地发现的250公斤美国燃烧弹进行拆除，按要求疏散了附近740名居民。
2015年，一个一吨重炮弹在大阪中心被发现。
2016年10月，在靜岡縣濱松市，JR東海的東海旅客鐵道濱松工場用地內發現一顆重約860公斤的未爆彈，經研判可能是二戰時美軍空襲日本後所遺留的。陸上自衛隊於同年12月18日將未爆彈移動至海邊引爆處理，移動當天JR東海停駛一部份東海道新幹線及東海道本線列車，濱松市政府也封鎖一部份公路，並要求沿線居民避難。

### 老挝
老挝被认为是遭受炮弹袭击最严重的国家。越南战争期间，超过50万美国轰炸行动在老挝投放了超过2万吨弹药，大多数是杀伤人员集束炸弹。
2亿8千8百万的集束炸弹和大概7千5百万未爆炸弹药在战争结束后被遗留在老挝全境。从1996年到2008年，超过100万未爆炸弹药被清理，2万3000公顷土地上的潜在威胁得到排除。从1999到2008，共有2184人受到未爆炸弹药伤害，其中包括834名遇害者。

### 黎巴嫩
据估计，2006年以黎战争后，以色列国防军在战争后期在黎巴嫩南部投放了约100万未爆炸集束弹药，平均每个黎巴嫩人就有1.5枚炮弹。 

### 太平洋群岛
二战期间被遗弃的炮弹、迫击炮、火炮和未爆炸弹药持续威胁着南太平洋群岛居民的安全。截至2014年，政治军事事务局下属武器拆除和减排部投入超过560万美元，支持太平洋群岛常规武器拆除行动。
帕劳共和国在贝里琉岛战地的未爆炸弹药拆除行动确保了该岛旅游业的安全。所罗门群岛上的瓜达尔卡纳尔省建立了爆炸性弹药拆除训练项目，并成功拆除了数百枚未爆炸弹药。该项目主要通过对警员进行培训，以应对岛内人口聚集区的拆弹请求。在马绍尔群岛的米利环礁和马洛埃拉普环礁，未爆炸弹药的拆除使人口可以进入之前的危险地区。

### 英国

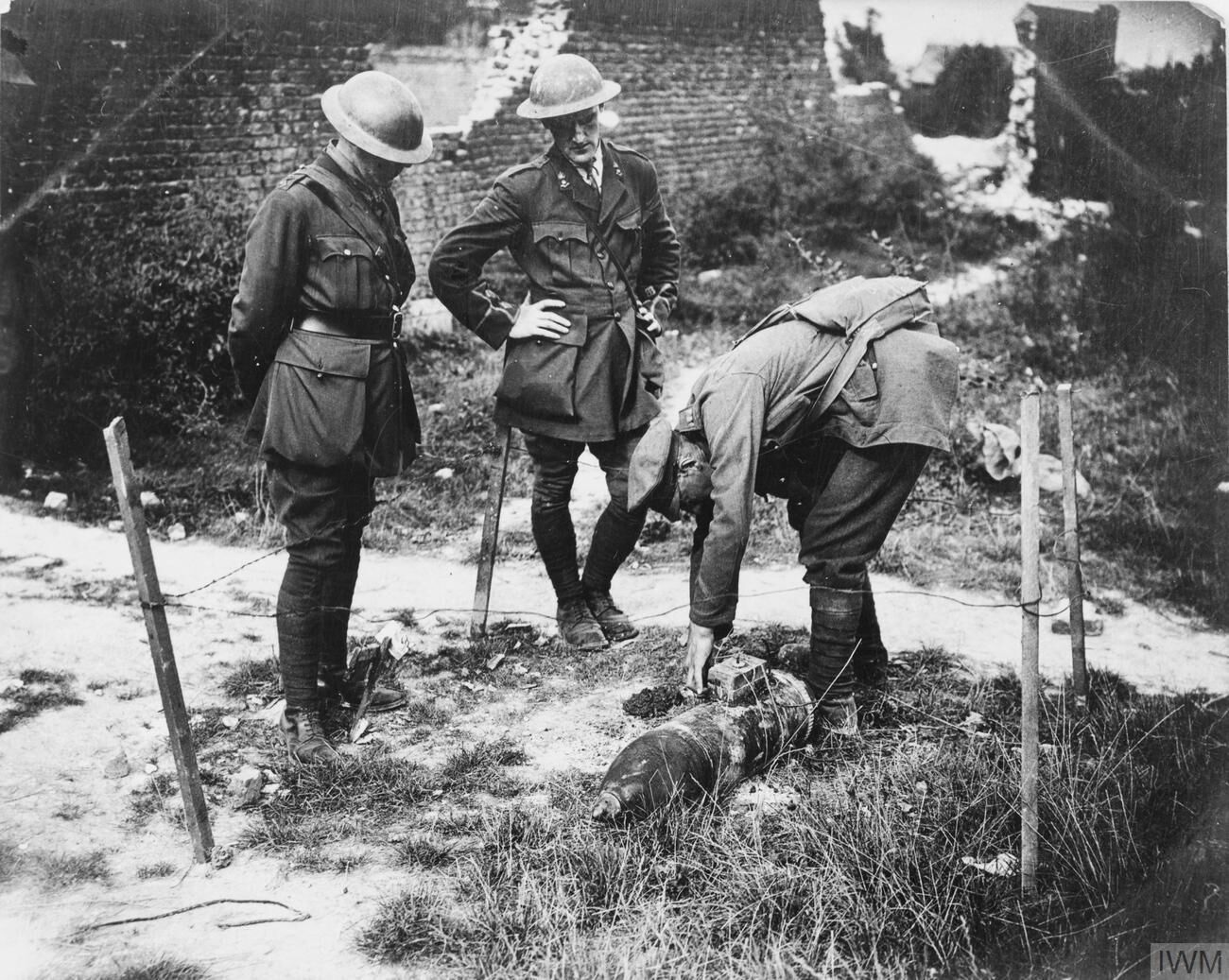
一战期间，一个英国军士正准备拆除一枚未爆炸弹药

未爆炸弹药（UXO）在英国是一个标准术语。在军事，特别是在军事训练场方面，未爆炸弹药是指哑弹。在二战闪电战期间，未爆炸的炸弹被称为UXB。
英国大多数未爆炸弹药都存在于特定地区，主要是伦敦和朴茨茅斯等曾遭受过闪电战袭击的地区或曾被军队用于储存或运输弹药的地区。
从2006年到2009年，超过15000枚弹药在英国建筑工地被发现。 特别是2008年在东伦敦Bow地区发现的一枚1000公斤的重磅炸弹。同样，2009年四月，一枚二战时期的炮弹在普利茅斯被发现，导致1000户居民被疏散。建筑工业研究与信息协会发布了《未爆炸弹药——针对建筑行业的指导手册》，用于为评估未爆炸弹药威胁提供建议。
英国皇家炸弹拆除工程办公室、皇家陆军拆弹专家小组、皇家海军清除潜水员、皇家空军军械士共同负责爆炸性弹药的清除工作。警察局是唯一不属于国防部管辖的力量，虽然它们通常更多处理恐怖袭击而非未爆炸弹药，它们也会经常请求军队帮助处理大型的旧炮弹。

### 美国
根据国防部数据显示，上百万亩土地可能存在未爆炸弹药、废弃军火和爆炸物成分（如TNT、RDX）的威胁。
除了明显的爆炸危险，被掩埋的未爆炸弹药同样可能对环境造成污染。在一些重度使用的军事训练地，弹药所携带的化学物质，如爆炸性物质和高氯酸盐（一种制作火药的原料）可能侵蚀土壤和地下水资源。马萨诸塞州的科德角联合基地就是其中一例。由于常年军事训练，弹药的化学物质污染了当地唯一的饮用水源，周围数千户居民受到影响。一个昂贵的未爆炸弹药恢复行动正在进行当中。
美国军事基地遗留的未爆炸弹药使基地调整和关闭工作遇到困难。环保局希望对前弹药实验基地进行商业开发，但未爆炸弹药的存在对投资和开发构成严重威胁。
未爆炸弹药的清除工作覆盖了美国超过1千万亩土地和1400个不同站点。据估计，整个清除工作需要花费数亿美元，每一个未爆炸弹药的清除就要花费大概1000美元。其他花费还包括探测和制图、移除农作物、运输和人工金属探测。未爆炸弹药的搜寻是项十分枯燥的工作，往往100个探测点中只找到1个未爆炸弹药。其他搜寻未爆炸弹药的办法还包括使用陆地和机载设备对其进行数字地球物理探测。

#### 案例
2007年12月，佛罗里达州奥兰多城外一个新开发的建筑工地上发现一枚未爆炸弹药，施工活动被迫暂停。 附近的印第安河泻湖中也发现了一枚被认为是二战实战演习时迪兰海军航空站飞行员投放的未爆炸弹药。很长时间以来，当地船员都避免经过这一区域，以防不小心引爆弹药。
一战期间，美国防化部队在美国大学成立，并以麦金利楼为研究基地。战争结束后，大量有毒化学品和武器被掩埋在美国大学所在的社区附近。自2012年大量有毒物质被发现后，该地区对居民进行了疏散。
虽然相对来说数量较少，美国内战时期的未爆炸弹药偶尔也会被发现，且经过150年之后仍未爆炸。比如说，在2008年，美国内战爱好者萨姆•怀特在试图引爆一枚海军炮弹时遇难。

## 国际法
《特定常规武器公约》的第五议定书规定，武装冲突当事方必须在实际战事停止后清除在其控制区域内的战争遗留爆炸物。它不适用于地雷，因为地雷已受到先前通过的国际人道法条约，特别是《禁止杀伤人员地雷公约》和《特定常规武器公约》第二议定书的规制。

## 探测技术
对于地底深处未爆炸弹药地址的判断由对可辨认的历史航拍图片图像分析得出。现代技术的发展使电磁和磁探测器投入使用，并能将地球物理学与探测技术结合起来。现在，数码制图技术能更为准确的预测未爆炸弹药的污染范围，以便精确制定后续的疏散计划、减少每个金属探测点的发掘成本、加速清除进程。磁力探测器可以检测到未爆炸弹药的存在并在挖掘前提供岩土数据资料。
目前，美国战略环境研究发展计划、环境安全技术认证计划以及国防部不仅支持探测方面的研究，同时也支持未爆炸弹药金属物质的鉴别研究。 有许多未爆炸弹药拆除工作的资金都花费在移除金属探测器探测到的非爆炸物上面，因此提高鉴别能力十分重要。一些新的技术，如由磁数据提供的形象重建和降噪技术对于减少清除成本、提高重建能力十分重要。
未爆炸弹药或未爆炸炮弹分类广泛，既包括掩埋在地下的未爆炸物，也包括未被掩埋的未爆炸物。拆弹小组对某一地区进行侦查并确定弹药的具体位置。如果弹药未被掩埋，一般情况下它会被小心的挖出来并拆除。但如果炮弹被掩埋在地下，拆除工作将是一个巨大的挑战。拆弹小组将使用金属探测器找到炮弹的位置，并十分小心的从事地下挖掘行动。

## 内部链接
- 引信
- 彈藥

## 延伸阅读
- Owen, James. . Little, Brown. 2010. ISBN 978-1-4087-0255-0.
- Webster, Donovan. . Pantheon. 1996. ISBN 0-679-43195-0.